# Ferme de la Bucaille
Pour les articles homonymes, voir Bucaille.
La ferme de la Bucaille appelée aussi manoir de la Bucaille, est une maison construite au XVIe siècle située sur la commune de Marolles, dans le département du Calvados, région Normandie.

## Localisation
Elle est située dans la commune de Marolles.

## Histoire
Elle a été bâtie en partie au XVIe siècle,.
La ferme a été inscrite au titre des monuments historiques par un arrêté du 17 avril 1931.

## Architecture
L'édifice possède une galerie à encorbellement située sous le toit, disposition « fréquent[e] dans les manoirs normands ».